# Новопокровське (Ветлузький район)
Новопокровське (рос. Новопокровское) — село в Ветлузькому районі Нижньогородської області Російської Федерації.
Населення становить 473 особи. Входить до складу муніципального утворення Проновська сільрада.

## Історія
Від 2009 року входить до складу муніципального утворення Проновська сільрада.

## Населення
| 1999 | 2002 | 2010 |
| ---- | ---- | ---- |
| 686  | ↘560 | ↘473 |